# Erster Karkopf
Erster Karkopf är en bergstopp i Österrike.   Den ligger i distriktet Imst och förbundslandet Tyrolen, i den västra delen av landet, 400 km väster om huvudstaden Wien. Toppen på Erster Karkopf är 2 513 meter över havet, eller 83 meter över den omgivande terrängen. Bredden vid basen är 0,63 km.
Terrängen runt Erster Karkopf är huvudsakligen mycket bergig. Närmaste större samhälle är Imst, 12,4 km nordväst om Erster Karkopf. 
I omgivningarna runt Erster Karkopf växer i huvudsak barrskog. Runt Erster Karkopf är det ganska glesbefolkat, med 35 invånare per kvadratkilometer.